# Selenicereus tricae
Selenicereus tricae là một loài thực vật có hoa trong họ Cactaceae. Loài này được D.R.Hunt miêu tả khoa học đầu tiên năm 1989.